# Knipolegus hudsoni
Knipolegus hudsoni là một loài chim trong họ Tyrannidae.